# الدكتور شديد
محمد فرحات عمر وشهرته الدكتور شديد ، ممثل كوميدي مصري، ولد في 12 أغسطس 1931 بحي العباسية حصل على ليسانس آداب قسم فلسفة في جامعة القاهرة عام 1954، كما حاز على درجتي الماجستير والدكتوراه في الفلسفة، في البداية عمل مدرسًا ثم إنضم إلى فرقة (ساعة لقلبك) وجسد شخصية الدكتور شديد التي اشتهر بها، ثم عمل في مسرحية (30 يوم في السجن)، على مسرح الريحاني. ومن مسرحياته الشهيرة (جوزين وفرد)، اشترك في حفلات أضواء المدينة، ثم انسحب من الوسط الفني ليعمل في لجنة النشر بهيئة الكتاب وألف كتابًا عن فن المسرح، وفي عام 1968 عمل لعدة سنوات في الإذاعة الإيطالية وعاد ليمثل في مسلسلات تلفزيونية منها (زينب والعرش، أوراق الورد، أصل الحكاية). توفى في القاهرة في 12 يوليو 1997.
ابنته الوحيدة «أمنية فرحات عمر».

## أشهر عباراته
- «وماله يا خويا»
- «يارب يا خويا يا رب»
- «قولي يا ابني هو أنا أتعشيت والا لسه»

## أعماله

### أفلام
| - 3 لصوص:1966-راكب في الاوتوبيس - حكاية العمر كله:1965-سامي - المجانين في نعيم:1963-مريض في عيادة الأسنان - عروس النيل:1963 - حيرة وشباب:1962 | - الأزواج والصيف:1961-الدكتور شديد أبو فرحه الحانوتي - فطومة:1961-صديق خورشيد - زوج بالإيجار:1961-طبيب نفساني - إسماعيل يس في السجن:1961 - حياة وأمل:1961 | - النصاب:1961-مجنون في مستشفى المجانين - بنات بحري:1960-قرني - إشاعة حب:1960-شخصيته الحقيقية - عريس مراتي:1959 - حماتي ملاك:1959-عم شديد | - عودة الحياة:1959-شديد - حياة إمرأة:1959-الجرسون / مدير المسرح - إسماعيل يس في مستشفى المجانين:1958-نزيل مستشفى المجانين - إسماعيل يس للبيع:1958-محروس - الست نواعم:1957 |

| - زينب والعرش:1980 - عودة الروح:1977 - أوراق الورد:1977 - الدنيا لما تلف:1977-دكتور - اصل الحكاية كدبة - كبرياء الحب-معتمد | - غلطة في صورة:1989 - جوزين و فرد:1966-محروس - ملكة الأغراء:1962 - 30 يوم في السجن:1959 - للحريم فقط |

## روابط خارجية
- الدكتور شديد على موقع قاعدة بيانات الأفلام العربية